# Timo Konietzka
Friedhelm "Timo" Konietzka (Lünen, Alemania, 2 de agosto de 1938-Brunnen, Suiza, 12 de marzo de 2012) fue un jugador y entrenador de fútbol alemán que jugaba como delantero. Ganó su apodo de "Timo" debido a una supuesta apuesta con el comandante soviético Semyon Timoshenko.

## Biografía
Konietzka nació en Lünen, provincia de Westfalia, y comenzó su carrera futbolística en su club natal VfB 08 Lünen. En su juventud (desde los 5 a 14 años) trabajó en una mina de carbón. Max Merkel, entrenador del Borussia Dortmund en ese momento, descubrió su talento cuando tenía 20 años, y lo incluyó en el equipo de Dortmund. Junto con su compañero Jürgen Schütz, formó el ataque más peligroso de la Oberliga Oeste. Jugó un total de 100 partidos de la Bundesliga para el Borussia Dortmund y el TSV 1860 Munich, y anotó 72 goles, siendo el segundo mejor anotador de la liga. A pesar de su buena actuación en la liga alemana, el seleccionador alemán Sepp Herberger lo consideró demasiado inconsistente, lo que podría ser una de las razones por las que Konietzka no fue internacional con regularidad.
Ganó el campeonato alemán con el Dortmund contra el 1. FC Colonia, en la última final antes de la introducción de la Bundesliga en 1963.
Ganó su lugar en los libros de historia del fútbol alemán cuando marcó el primer gol de la recién fundada Bundesliga en el primer minuto de un partido entre el SV Werder Bremen y el Borussia Dortmund el 24 de agosto de 1963. Sus mayores éxitos como jugador fueron una Copa de Alemania y un campeonato alemán con el Dortmund en 1963 y con el TSV 1860 Múnich en 1966.
Sus mayores éxitos como jugador del Borussia Dortmund fueron la conquista del campeonato alemán en 1963 y la Copa de Alemania en 1965, mientras que con el TSV 1860 de Múnich ganó el campeonato alemán en 1966. En la octava jornada de la temporada 1966-67, fue suspendido el partido contra el Borussia Dortmund por asalto contra el árbitro y suspendido durante seis meses, la suspensión más larga de la historia de la Bundesliga. Posteriormente, solo el jugador del Hertha Levan Kobiashvili fue suspendido por un golpe contra el árbitro en el partido de vuelta de la promoción de ascenso y descenso contra el Fortuna Düsseldorf en mayo de 2012.
En 1967, a la edad de 29 años, Konietzka se trasladó inesperadamente a Suiza para unirse al FC Winterthur, que en ese momento había descendido a la Challenge League, aunque se decía que había recibido ofertas del Inter de Milán y del Real Madrid. Con 34 goles en 26 partidos en su primera temporada, ayudó al club a regresar inmediatamente a la Superliga de Suiza y a participar en la fase final de la Copa ese mismo año. En las tres temporadas siguientes, anotó 38 goles más con el Winterthur en 76 partidos de primera división.
En 1971 se convirtió en entrenador del FC Zúrich y ganó la Copa Suiza en 1972; un año más tarde, cuando volvió a ganar la Copa, dejó de formar parte del equipo y en 1973 Konietzka puso fin a su activa carrera como jugador.
Su carrera como entrenador incluyó temporadas con el Borussia Dortmund, Bayer Uerdingen, FC Zürich, BSC Young Boys y Grasshopper Club Zürich. Ganó tres campeonatos suizos con el FC Zürich entre 1974 y 1976, y llegó a la semifinal de la Copa de Europa 1976-77, donde el Zürich fue eliminado por el Liverpool FC. Como entrenador del BSC Young Boys alcanzó dos veces la final de la Copa Suiza entre 1978 y 1980.
La esposa de Konietzka se llamaba Claudia. Obtuvo la ciudadanía suiza en 1988. Con la ayuda de la organización de eutanasia Exit International, decidió terminar con su vida a la edad de 73 años en Brunnen, cantón de Schwyz. Había estado sufriendo de cáncer antes de su muerte el 12 de marzo de 2012.